# 特克馬里

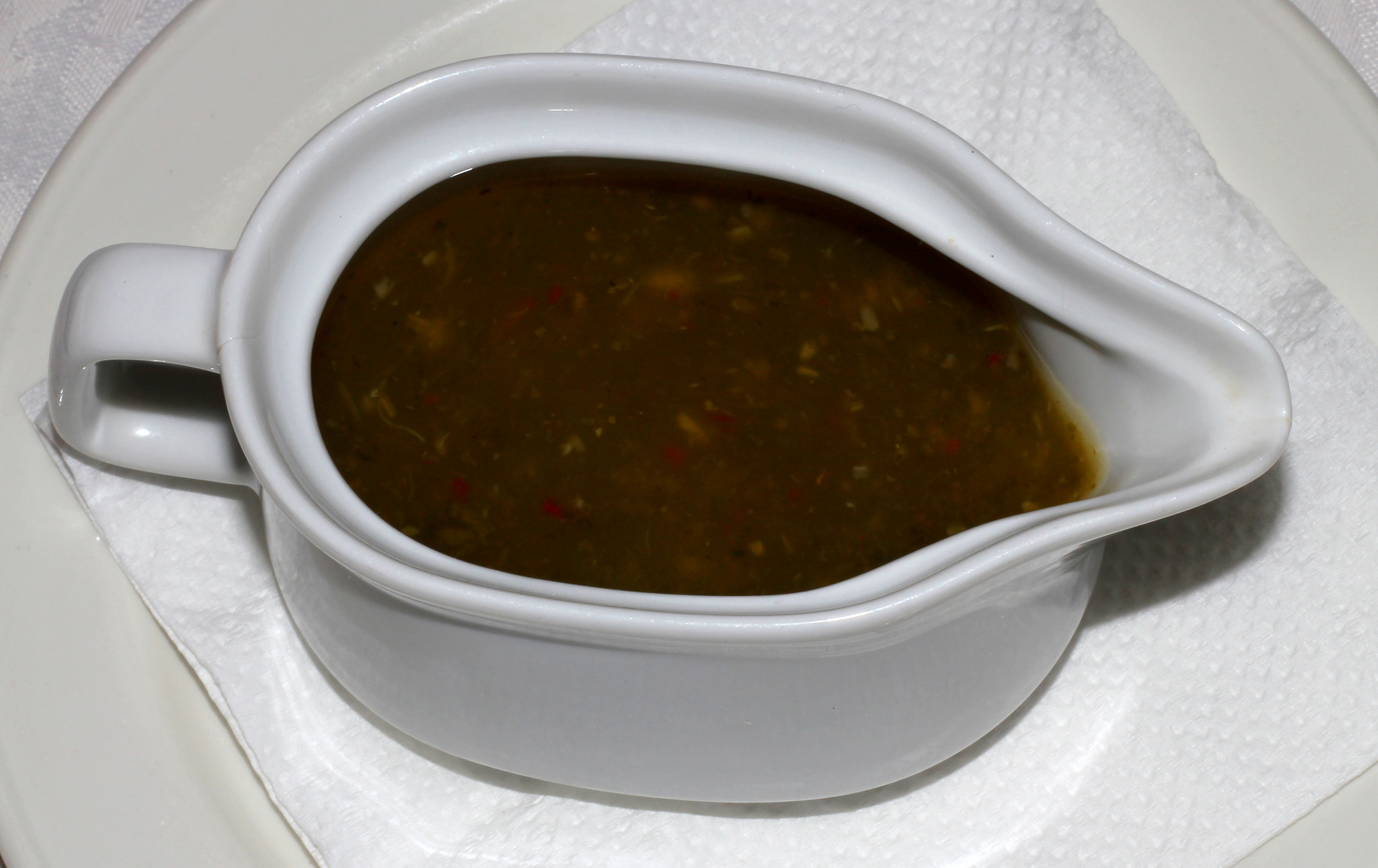
特克馬里

特克馬里 是一種喬治亞傳統酸味果醬，由櫻桃李等酸味水果製成。特克馬里由紅色和綠色兩種櫻桃李製作，果醬的風味各有不同。為了降低酸味，有時會在製作過程中加入更甜的水果。特克馬里還會在製作過程中加入大蒜、薄荷油、辣椒和鹽等材料。特克馬里主要在油炸和燒烤肉類及馬鈴薯菜餚時使用。